# Palparellus voeltzkowi
Palparellus voeltzkowi är en insektsart som först beskrevs av Hermann Julius Kolbe 1906.  Palparellus voeltzkowi ingår i släktet Palparellus och familjen myrlejonsländor. Inga underarter finns listade i Catalogue of Life.